# Alena Jaryschka
Alena Jaryschka (belarussisch Алена Ярышка, engl. Transkription Elena Yaryshka; * 7. Dezember 1981 in Minsk, Sowjetunion) ist eine ehemalige belarussische Tennisspielerin.

## Karriere
Jaryschka gewann während ihrer Karriere drei Einzel- und acht Doppeltitel des ITF Women’s Circuits.
2001 spielte sie für die russische Fed-Cup-Mannschaft eine Partie, die sie verlor.

## Turniersiege

### Einzel
| Nr. | Datum         | Turnier  | Kategorie   | Belag           | Finalgegnerin     | Ergebnis      |
| --- | ------------- | -------- | ----------- | --------------- | ----------------- | ------------- |
| 1.  | November 2000 | Minsk    | ITF $10.000 | Teppich (Halle) | Anna Bastrikova   | 4:1, 5:3, 4:1 |
| 2.  | Mai 2001      | Mersin   | ITF $10.000 | Sand            | Evgenia Subbotina | 6:1, 6:1      |
| 3.  | Juli 2002     | Istanbul | ITF $10.000 | Hartplatz       | Tatsiana Uvarova  | 3:6, 6:3, 7:5 |

### Doppel
| Nr. | Datum         | Turnier    | Kategorie   | Belag             | Partnerin                | Finalgegnerinnen                         | Ergebnis      |
| --- | ------------- | ---------- | ----------- | ----------------- | ------------------------ | ---------------------------------------- | ------------- |
| 1.  | Februar 2000  | Istanbul   | ITF $10.000 | Hartplatz (Halle) | Irina Kornienko          | Nataly Cahana Katarina Mišić             | 6:3, 3:6, 6:4 |
| 2.  | Februar 2001  | Istanbul   | ITF $10.000 | Hartplatz (Halle) | Duygu Akşit Oal          | Marija Kondratjewa Swetlana Mossjakowa   | 6:3, 6:0      |
| 3.  | Mai 2001      | Mersin     | ITF $10.000 | Sand              | Duygu Akşit Oal          | Angela Cardoso Ana Catarina Nogueira     | 6:1, 6:4      |
| 4.  | Juni 2001     | Ankara     | ITF $10.000 | Sand              | İpek Şenoğlu             | Maša Vesenjak Urška Vesenjak             | 3:6, 6:3, 6:4 |
| 5.  | Oktober 2001  | Kairo      | ITF $10.000 | Sand              | Gjulnara Fattachetdinowa | Daniela Klemenschits Sandra Klemenschits | 7:62, 6:3     |
| 6.  | November 2001 | al-Mansura | ITF $10.000 | Sand              | Gjulnara Fattachetdinowa | Maša Vesenjak Urška Vesenjak             | 6:1, 6:2      |
| 7.  | Juni 2002     | Ankara     | ITF $10.000 | Sand              | Sai Jayalakshmy Jayaram  | Jacqueline Fröhlich Ruxandra Marin       | 6:2, 6:2      |
| 8.  | April 2003    | Istanbul   | ITF $10.000 | Hartplatz (Halle) | Aleksandra Srndovic      | Anna Erikson Jenny Lindstrom             | 4:6, 6:4, 6:2 |